# Lista chorążych reprezentacji Kolumbii na igrzyskach olimpijskich
Lista chorążych reprezentacji Kolumbii na igrzyskach olimpijskich – lista zawodników i zawodniczek reprezentacji Kolumbii, którzy podczas ceremonii otwarcia nowożytnych igrzysk olimpijskich nieśli flagę Kolumbii.

## Chronologiczna lista chorążych
| Lp. | Rok i miejsce     | Chorąży              | Dyscyplina            |
| --- | ----------------- | -------------------- | --------------------- |
| 1   | 1932, Los Angeles | Jorge Perry          | Lekkoatletyka         |
| 2   | 1936, Berlin      | José Domingo Sánchez | Lekkoatletyka         |
| 3   | 1948, Londyn      | b.d.                 |                       |
| 4   | 1956, Melbourne   | Jaime Aparicio       | Lekkoatletyka         |
| 5   | 1960, Rzym        | Emilio Echeverri     | Szermierka            |
| 6   | 1964, Tokio       | Emilio Echeverri     | Szermierka            |
| 7   | 1968, Meksyk      | Ricardo González     | pływanie              |
| 8   | 1972, Monachium   | Alfonso Pérez        | Boks                  |
| 9   | 1976, Montreal    | Helmut Bellingrodt   | Strzelectwo           |
| 10  | 1980, Moskwa      | b.d.                 |                       |
| 11  | 1984, Los Angeles | Pablo Restrepo       | pływanie              |
| 12  | 1988, Seul        | Jorge Molina         | Strzelectwo           |
| 13  | 1992, Barcelona   | Bernardo Tobar       | Strzelectwo           |
| 14  | 1996, Atlanta     | Marlon Pérez         | Kolarstwo             |
| 15  | 2000, Sydney      | María Isabel Urrutia | Podnoszenie ciężarów  |
| 16  | 2004, Ateny       | Carmenza Delgado     | Podnoszenie ciężarów  |
| 17  | 2008, Pekin       | María Luisa Calle    | Kolarstwo             |
| 18  | 2010, Vancouver   | Cynthia Denzler      | Narciarstwo alpejskie |
| 19  | 2012, Londyn      | Mariana Pajón        | Kolarstwo             |
| 20  | 2016, Rio         | Yuri Alvear Orjuela  | Judo                  |